# Scott Joplin
Scott Joplin (n. 1868, Texarkana⁠(d), Texas, SUA – d. 1 aprilie 1917, New York City, New York, SUA) a fost un compozitor și pianist american.
Joplin este faimos pentru dezvoltarea și popularizarea stilului de muzică Rag, la sfârșitul secolului 19.  Printre piesele scrise și interpretate de el, probabil cel mai faimos cântec este Maple Leaf Rag (Cântecul frunzei de arțar).  Este de notat ca stilul Rag este precursorul direct al Jazz-ului muzical, atât in teorie și structură muzicala, cât și în spontaneitate interpretativă.
Joplin a crescut într-o familie muzicală de muncitori feroviari din Texarkana, Arkansas și și-a dezvoltat propriile cunoștințe muzicale cu ajutorul profesorilor locali. În timp ce se afla la Texarkana, Texas, a format un cvartet vocal și a predat mandolină și chitară. La sfârșitul anilor 1880, și-a părăsit slujba de muncitor feroviar și a călătorit în sudul american ca muzician itinerant. A plecat la Chicago pentru Târgul Mondial din 1893, care a jucat un rol important în transformarea ragtime-ului într-o nebunie națională până în 1897.
Joplin s-a mutat în Sedalia, Missouri în 1894 și și-a câștigat existența ca profesor de pian. Acolo a predat viitorii compozitori ragtime Arthur Marshall, Scott Hayden și Brun Campbell. A început să publice muzică în 1895, iar publicarea cărții sale „Maple Leaf Rag” în 1899 i-a adus faima. Această piesă a avut o influență profundă asupra scriitorilor de ragtime. De asemenea, i-a adus lui Joplin un venit constant pe viață, deși nu a atins din nou acest nivel de succes și a avut frecvent probleme financiare. În 1901, Joplin s-a mutat la St. Louis, unde a continuat să compună și să publice și să cânte regulat în comunitate. Partitura pentru prima sa operă, Un invitat de onoare, a fost confiscată în 1903 cu bunurile sale pentru neplata facturilor și este acum considerată pierdută.
În 1907, Joplin s-a mutat în New York pentru a găsi un producător pentru o nouă operă. El a încercat să depășească limitele formei muzicale care îl făcuseră celebru, dar fără prea mult succes monetar. A doua sa operă, Treemonisha, nu a fost niciodată complet pusă în scenă în timpul vieții sale.
În 1916, Joplin a coborât în demență ca urmare a sifilisului. El a fost internat la Spitalul de Stat din Manhattan în ianuarie 1917 și a murit acolo trei luni mai târziu, la vârsta de 48 de ani. Moartea lui Joplin este considerată pe scară largă ca marcând sfârșitul ragtimeului ca format muzical de masă; în următorii câțiva ani, a evoluat cu alte stiluri în pas, jazz și, în cele din urmă, big band swing.
Muzica lui Joplin a fost redescoperită și a revenit la popularitate la începutul anilor 1970 cu lansarea unui album de milioane de vânzări înregistrat de Joshua Rifkin. Acesta a fost urmat de filmul The Sting, câștigător al premiului Oscar din 1973, care a prezentat mai multe dintre compozițiile lui Joplin, în special „The Entertainer”, o piesă interpretată de pianistul Marvin Hamlisch, care a primit o largă difuzare. Treemonisha a fost în cele din urmă produsă în întregime, în mare apreciere, în 1972. În 1976, Joplin a primit premiul Pulitzer postum.

## Galerie de imagini

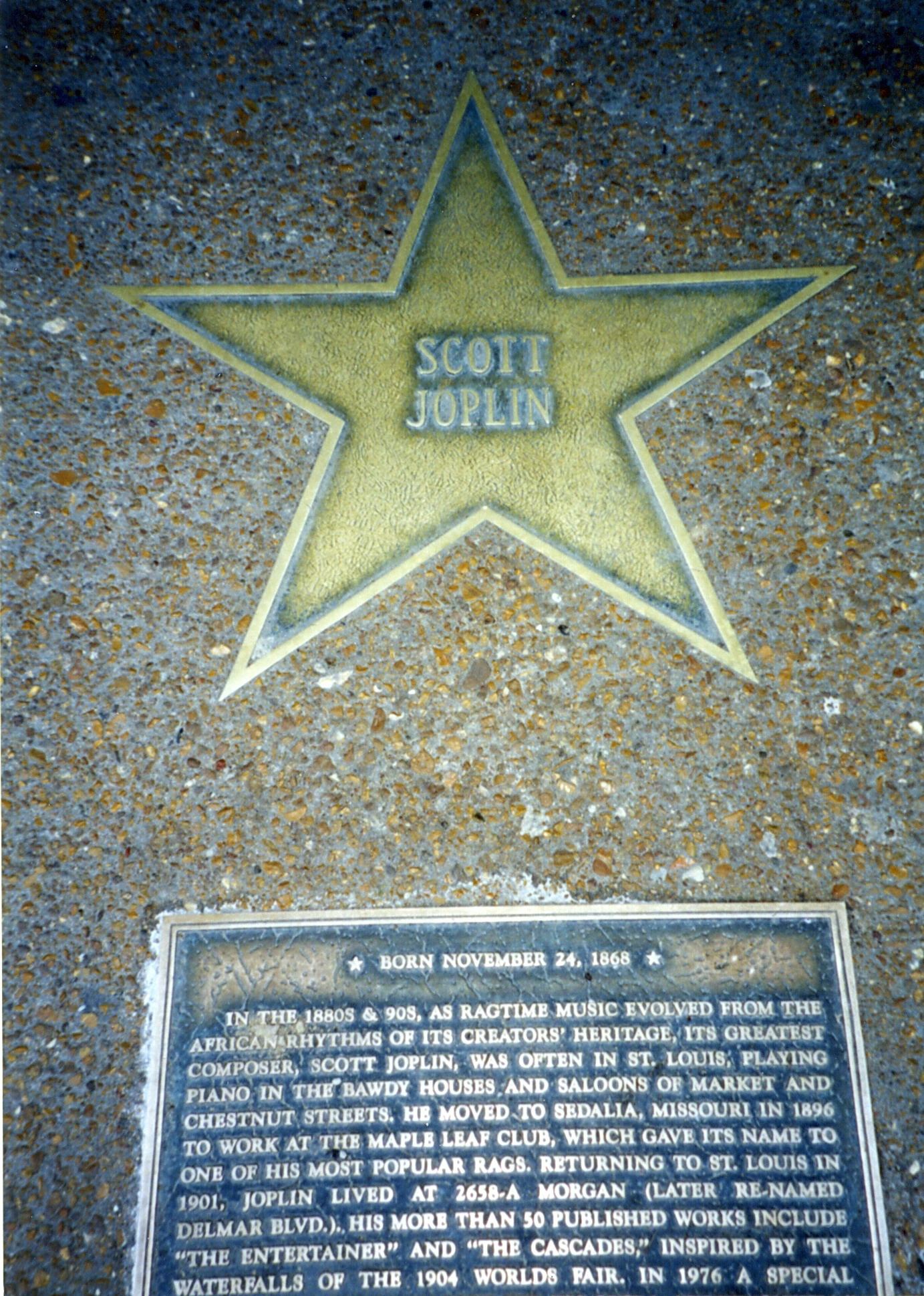
Steaua lui Scott Joplin de pe "Aleea Celebrităților" ("Walk of Fame") din Saint Louis (SUA).